# Ghost Doctor
Ghost Doctor (고스트 닥터?, Goseuteu dakteoLR) è una serie televisiva sudcoreana trasmessa su tvN dal 3 gennaio al 22 febbraio 2022.

## Trama
A causa di un incidente, lo spirito di Cha Young-min, geniale chirurgo toracico arrogante ed egoista, si impossessa del corpo di Go Seung-tak, uno specializzando altamente istruito ma che ha paura di operare.

## Personaggi e interpreti
- Cha Young-min, interpretato da Rain
- Go Seung-tak, interpretato da Kim Bum
- Jang Se-jin, interpretata da Uee
- Oh Soo-jeong, interpretata da Son Na-eun

## Produzione
Ghost Doctor è la prima serie televisiva di Rain dopo Welcome 2 Life del 2019. Il cast è stato confermato l'8 novembre 2021. Le riprese sono finite il 6 febbraio 2022.

## Riconoscimenti
- Korea Drama Award
  - 2022 – Attore eccellente a Kim Bum[5]